# 濟加爾省
濟加爾省（阿拉伯语：‎）是伊拉克的一個省。面積12,900平方公里，2003年估計人口1,454,200。首府納西里耶。兩河文明的主要城市烏爾和埃利都的遺跡皆位於本省。
1976年以前稱為蒙塔菲省。